# Saint-Martin-de-Salencey
Saint-Martin-de-Salencey ist eine französische Gemeinde mit 114 Einwohnern (Stand: 1. Januar 2022) im Département Saône-et-Loire in der Region Bourgogne-Franche-Comté (vor 2016 Bourgogne). Die Gemeinde gehört zum Arrondissement Mâcon und zum Kanton Cluny (bis 2015: Kanton La Guiche).

## Geografie
Saint-Marcelin-de-Salencey liegt etwa 39 Kilometer nordwestlich von Mâcon und etwa 50 Kilometer südwestlich von Chalon-sur-Saône.
Nachbargemeinden von Saint-Martin-de-Salencey sind Chevagny-sur-Guye im Norden, Passy im Nordosten, Sailly im Osten, Saint-André-le-Désert im Süden und Südosten, Saint-Bonnet-de-Joux im Südwesten sowie La Guiche im Westen.

## Bevölkerungsentwicklung
| Jahr                      | 1962 | 1968 | 1975 | 1982 | 1990 | 1999 | 2006 | 2011 | 2016 |
| Einwohner                 | 189  | 186  | 150  | 125  | 102  | 116  | 98   | 107  | 101  |
| Quelle: Cassini und INSEE |      |      |      |      |      |      |      |      |      |

## Sehenswürdigkeiten

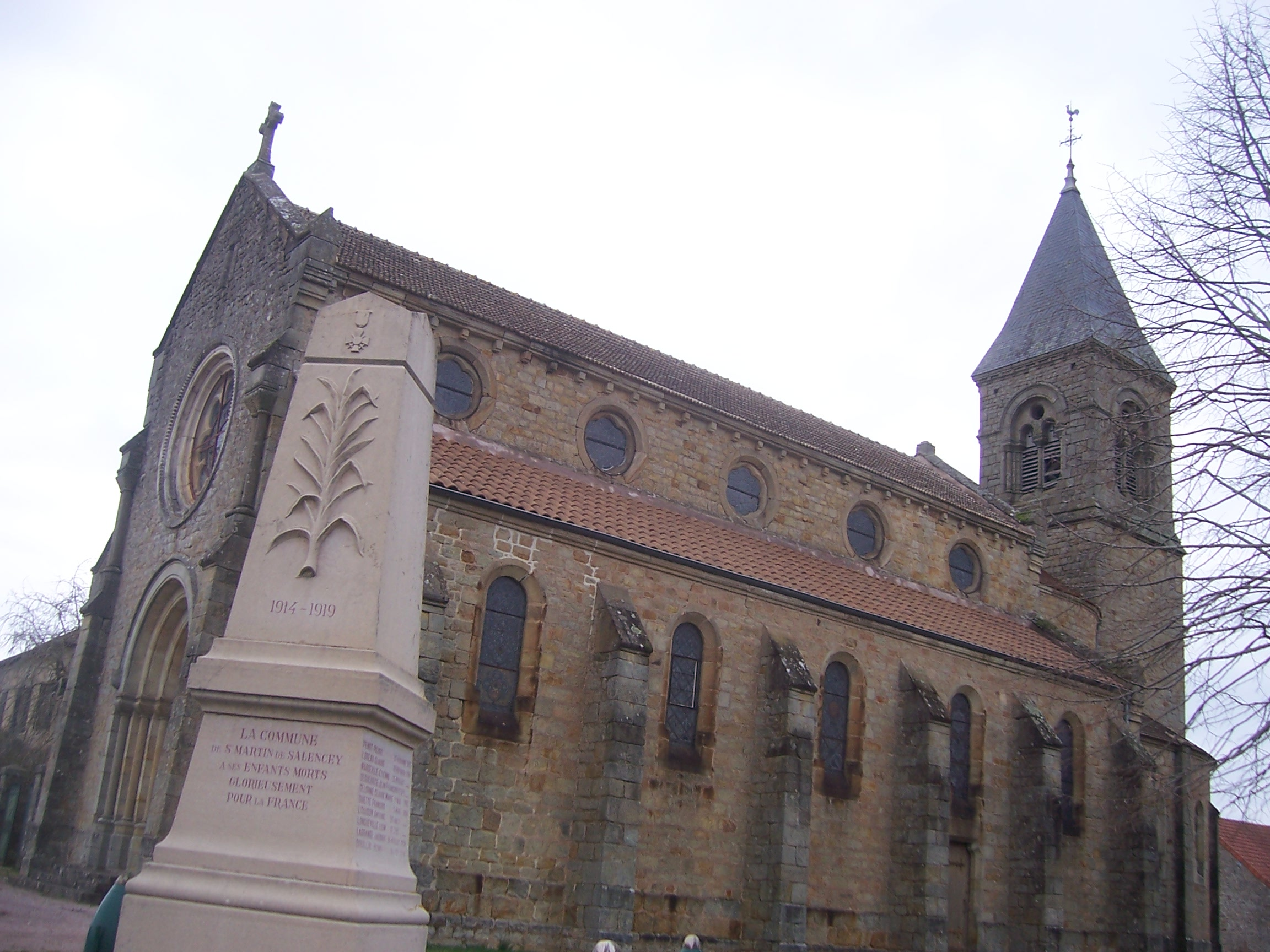
Kirche Saint-Martin

- Kirche Saint-Martin